# Zoltán Kővágó
Zoltán Kővágó (né le 10 avril 1979 à Szolnok) est un athlète hongrois spécialiste du lancer du disque.

## Carrière
Il a été champion du monde junior en 1998 à Annecy. Avec 67,04 m, il remporte la médaille d'argent lors des Jeux olympiques de 2004 à Athènes.
Son record personnel est de 69,95 m, établi le 25 juin 2006 à Salon-de-Provence.
Juste avant les Jeux olympiques de Londres, l'IAAF annonce sa non-participation pour dopage (refus de fournir un échantillon). Il est déchu de sa médaille de bronze remportée lors des Championnats d'Europe 2012.
Le 9 juillet 2016, il prend la 6e place des Championnats d'Europe d'Amsterdam avec un jet à 64,66 m.

## Palmarès
| Date | Compétition                       | Lieu             | Résultat | Marque  |
| ---- | --------------------------------- | ---------------- | -------- | ------- |
| 1996 | Championnats du monde juniors     | Sydney           | 4e       | 53,72 m |
| 1998 | Championnats du monde juniors     | Annecy           | 1er      | 59,36 m |
| 1999 | Championnats d'Europe espoirs     | Göteborg         | 6e       | 58,51 m |
| 2001 | Championnats d'Europe espoirs     | Amsterdam        | 1er      | 63,85 m |
| 2002 | Championnats d'Europe             | Munich           | 7e       | 63,63 m |
| 2004 | Jeux olympiques                   | Athènes          | 2e       | 67,04 m |
| 2004 | Finale mondiale                   | Monaco           | 2e       | 64,09 m |
| 2005 | Championnats du monde             | Helsinki         | 10e      | 62,94 m |
| 2005 | Finale mondiale                   | Monaco           | 3e       | 65,65 m |
| 2007 | Championnats du monde             | Osaka            | 9e       | 63,04 m |
| 2007 | Jeux mondiaux militaires          | Hyderabad        | 2e       | 64,38 m |
| 2009 | Championnats du monde             | Berlin           | 6e       | 65,17 m |
| 2010 | Ligue de diamant                  | Ligue de diamant | 2e       | détails |
| 2012 | Championnats d'Europe             | Helsinki         | —        | DSQ     |
| 2015 | Championnats d'Europe par équipes | Stara Zagora     | 1er      | 64,73 m |
| 2015 | Jeux mondiaux militaires          | Mungyeong        | 1er      | 66,01 m |
| 2016 | Championnats d'Europe             | Amsterdam        | 6e       | 64,66 m |
| 2016 | Jeux olympiques                   | Rio de Janeiro   | 7e       | 64,50 m |
| 2016 | Ligue de diamant                  | Ligue de diamant | 6e       | détails |
| 2019 | Championnats d'Europe par équipes | Sandnes          | 6e       | 58,66 m |

## Records
| Épreuve          | Performance | Lieu              | Date        |
| ---------------- | ----------- | ----------------- | ----------- |
| Lancer du disque | 69,95 m     | Salon-de-Provence | 25 mai 2006 |